# Calhandra-rufadoura
A calhandra-rufadoura, calhandra-de-castanholas, calhandra-do-cordofão, cotovia-do-cordofão ou cotovia-rufadoura (Mirafra cordofanica) é uma espécie de ave da família Alaudidae.
Esta ave levanta voo do solo quase na vertical, batendo as asas ruidosamente, num som que lembra o bater de castanholas.
Pode ser encontrada nos seguintes países: Burkina Faso, Chade, Mali, Mauritânia, Níger, Senegal e Sudão.
Os seus habitats naturais são: matagal árido tropical ou subtropical e campos de gramíneas subtropicais ou tropicais secos de baixa altitude.